# 점털
점털은 살갗의 점에 나는 털을 가리킨다. 이곳에 나는 털은 피부 다른 곳의 털보다 길이가 길고, 굵기도 굵으며, 생장 속도도 빠른 편이다. 점 자체가 멜라닌이 활성화되어 생성된 것이기 때문에 점에 모근이 있으면 털의 생성 및 생장에도 여러 영향을 미친다. 미관상 좋지 않다고 여겨져 제거 대상이 되지만 점에 지나친 자극을 줄 경우, 악성종양이 될 위험성도 있다.